# Reichenburg
Reichenburg – miejscowość i gmina w Szwajcarii, w kantonie Schwyz, w okręgu March.

## Demografia
W Reichenburgu mieszka 3 990 osób. W 2021 roku 23,8% populacji gminy stanowiły osoby urodzone poza Szwajcarią. 

## Transport
Przez teren gminy przebiegają autostrada A15 oraz drogi główne nr 3 i nr 427.